# Трьохозерки
Трьохозе́рки (рос. Трёхозерки) — село у складі Цілинного округу Курганської області, Росія.
Населення — 160 осіб (2010, 274 у 2002).
Національний склад станом на 2002 рік:
- татари — 87 %